# Székesfehérvár
Székesfehérvár (tiếng Hungary thông tục: Fehérvár, tiếng Đức: Stuhlweißenburg, tiếng Thổ Nhĩ Kỳ: İstolni Belgrad) là thành phố ở miền trung Hungary, thủ phủ của hạt Fejér. Thành phố này có dân số 106.346 người (năm 2001) Thành phố Székesfehérvár nằm bên sông Gaja, ở vùng Sárrét gần Budapest. Thành phố này là trung tâm vận tải và thương mại của vùng Mezőföld ("đồng bằng nhỏ") trồng thuốc lá, rau, nho. Thành phố Székesfehérvár có viện bảo tàng với các hiện vật thời La Mã, đại giáo đường thế kỷ 18 được vua Stephen I cho xây trên khu đất của một nhà thờ thế kỷ 11, các tu viện và các suối nước khoáng.
Trong thời kỳ La Mã, đô thị này có tên Alba Regia, thành phố này là nơi đăng quang ngai vàng của các vua Hungary từ năm 1027 đến năm 1527 và là thủ đô quốc gia cho đến thế kỷ 14. Từ năm 1543 đến năm 1686, thành phố này thuộc quyền cai quản của Thổ Nhĩ Kỳ và sau đó được chuyển cho Áo - Hung. Được xây lại vào thế kỷ 18, thành phố này có tên là Stuhlweissenburg.